# Ford F-Series (septième génération)
La septième génération du Ford F-Series est une gamme de pick-ups produite par Ford des années modèles 1980 à 1986. Première refonte complète du F-Series depuis 1964, la septième génération a reçu un châssis et une carrosserie entièrement nouveaux.
Se distinguant par son aspect plus carré et ses panneaux de carrosserie plus plats, cette génération a marqué plusieurs premières pour le F-Series, notamment l'introduction du logo Ovale Bleu de Ford sur la calandre. Cependant, cette génération a marqué la fin du F-100 de longue date, de la finition Ranger, des phares à faisceau scellé, et ce serait la dernière génération à proposer une benne Flareside avec des ailes arrière séparées, des côtés en acier et un plancher en bois.
Le F-Series de septième génération a été produit par plusieurs sites en Amérique du Nord et par Ford Argentine et Ford Australie. La gamme de modèles a servi de base aux huitième et neuvième générations du F-Series et aux troisième, quatrième et cinquième générations du Ford Bronco. Bien que ne partageant aucune pièce de carrosserie, la gamme de modèles partageait des points communs mécaniques avec le Ford E-Series.

## Historique de conception et fonctionnalités
En 1979, Ford a lancé une toute nouvelle gamme de pick-ups F-Series redessinés, dans le but de maintenir l'utilité tout en obtenant une meilleure économie de carburant que la génération précédente. Cependant, des mesures drastiques ont été prises pour réduire le poids, notamment en perçant de gros trous dans le châssis des pick-ups des années 1980-1981. Cela a été interrompu en 1981 pour l'année modèle 1982. Les pick-ups des années modèles 1980–981 avaient une simple calandre avec «FORD» épelé en lettres chromées sur le devant du capot, similaire aux modèles de la génération précédente de 1978-1979.
L'année modèle 1982 a été marquée par un changement esthétique léger mais important : les lettres «FORD» qui figuraient au-dessus de la calandre sur les modèles de 1980-81 ont été supprimées et un ovale Ford a été placé au centre de la calandre, avec moins de barres verticales dans la calandre elle-même. Cela fait de 1982 la première année modèle à présenter le logo Ovale Bleu à l'avant, une marque que tous les pick-up Ford ont depuis, à l'exception du F-150 SVT Raptor de 2010-aujourd'hui. Le châssis a été renforcé et les pick-ups sont devenus plus lourds pour 1982; ce cadre soutiendrait le F-Series jusqu'à la refonte de 1997. Les options de calandre comprenaient une calandre entièrement chromée, une calandre noire ou la calandre standard, plate avec du plastique gris. Les contours de phares étaient également disponibles en plusieurs options de couleurs, gris clair, gris, gris foncé et noir; les deux derniers étant les plus courants.
Introduit pour les modèles de 1980, un compteur journalier réinitialisable pouvait être installé en option sur les compteurs de vitesse et le compteur kilométrique était déplacé vers le haut du compteur de vitesse dans le cadre de la finition d'instrumentation optionnelle Sport. La finition d'instrumentation Sport comprenait également un tachymètre optionnel au centre du groupe, ainsi que des jauges d'huile et d'ampèremètre. En 1984, les moulures de carrosserie et les garnitures intérieures ont été mises à jour. Sur les modèles de 1985-1986, les moulures d'accent supérieures ont été déplacées sous le marqueur avant. En 1985, la moulure du hayon arrière des modèles XLT a été mise à jour et a présenté en avant-première le design du modèle de 1987. Cette moulure est devenue de plus en plus rare et se vend à un prix élevé. Un éclairage de chargement était disponible en option et était inclus dans la finition optionnelle Light. (Une combinaison de feux stop/pour cargaison n'était pas nécessaire avant le 1er septembre 1993 pour le modèle de l'année 1994.)
17 couleurs différentes étaient disponibles, ainsi que des options bicolores et un choix de peinture transparente ou non transparente.
Divers équipements de série comprenaient des caractéristiques intéressantes telles qu'une patère côté conducteur, une radio AM (AM/FM et AM/FM avec lecteur cassettes étaient disponibles en option), des plaques de seuil et des fenêtres d'aération. L'arrière de la porte de la boîte à gants comportait des fentes pour pièces de monnaie et des dépressions pour tasses pour contenir des tasses et des aliments, similaires à un plateau de nourriture dans un train. C'était une caractéristique que l'on ne trouvait que sur cette génération et jamais sur les modèles ultérieurs. Il avait également un diagramme qui montrait les points de levage ainsi que d'autres informations mécaniques. Les vitres arrière coulissantes étaient en option, ainsi que les éclairages de chargement, les éclairages sous le capot et bien d'autres. Ford proposait plus de 150 options pour la septième génération du F-Series.

## Équipement sur commande spéciale
Les pick-ups F-Series étaient disponibles en cinq configurations : cabine ordinaire ou SuperCab (cabine allongée) avec des longueurs de benne de 6,75 pi (2,1 m) ou 8 pi (2,4 m) (la première uniquement sur les cabines ordinaires ou SuperCab), ou, à partir de 1982, une cabine multiplace (quatre portes) avec une benne de 8 pi (2,4 m).
En 1980, de nombreux équipements sur commande spéciale ont été proposés sur tous les modèles de pick-ups F-Series, 81 avec un moteur V6 250 ou 350. Ceux-ci sont énumérés ci-dessous avec leurs descriptions respectives.
- Batteries : Les acheteurs de F-150, 250 et 350 souhaitant une batterie avec une capacité de réserve plus élevée pour répondre aux exigences électriques imposées par des accessoires électriques supplémentaires ou d'autres conditions de fonctionnement liées au travail, peuvent choisir entre les batteries Motorcraft de 75 ampères sans entretien ou Gould de 90 ampères sans entretien.
- Alternateur : Pour répondre à toutes les demandes électriques supérieures à la normale des véhicules F-150, 250 et 350 qui seraient utilisés dans des conditions particulièrement difficiles ou équipés d'accessoires consommateurs d'énergie, les alternateurs spéciaux GP-717 de 70 et 100 ampères avec régulateurs transistorisés pouvaient être commandés.
- Suppression étendue des interférences radio : Recommandé lorsque le véhicule doit être équipé d'une radio bidirectionnelle mobile, car il réduit le bruit d'allumage pour une communication plus claire. Comprend les composants standard de base ainsi que les circuits accessoires.
- Bouchons de vidange magnétiques : Ces bouchons de vidange spéciaux contiennent un aimant permanent qui attire toutes les particules métalliques pouvant résulter de l'usure lors d'un fonctionnement normal. Ces particules peuvent causer de graves dommages internes ou une usure excessive. Disponible pour tous les bouchons de vidange d'huile moteur et certaines applications d'essieu/transmission.
- Conversion vers moteur GPL : Les clients qui souhaitent du GPL (propane) au lieu de l'essence conventionnelle voudront commander cette option sur commande spéciale qui prépare le moteur six cylindres en ligne de 4,9 L (300 pouces cubes) pour un fonctionnement au propane. Ce moteur est spécialement conçu pour brûler du carburant gazeux et comprend de nombreux composants spéciaux à cet effet. L'installation d'un système de carburant/carburation GPL est la responsabilité de l'acheteur et doit être effectuée dans les 90 jours ou 500 miles (selon la première éventualité) ou la garantie est annulée.
- Déverrouillage intérieur du capot verrouillable : Cette sécurité aide à protéger contre le vol et rend difficile d'accès le compartiment moteur pour un voleur. Un voleur ne peut pas simplement se rendre dans l'habitacle côté conducteur et déverrouiller le capot à l'aide du déverrouillage intérieur standard du capot. Le déverrouillage du capot ne peut être activé qu'après avoir été déverrouillé avec la clé de la porte. Cet article était inclus dans la finition Security Lock qui est également disponible sur tous les modèles de pick-up F-Series.
- Essuie-glaces intermittents : Grâce aux commandes spéciales, les acheteurs de pick-ups F-Series peuvent profiter de la commodité des essuie-glaces à intervalles sans avoir à commander toute la finition Convenience. En permettant au conducteur de sélectionner un intervalle d'environ une à 12 secondes pour les balayages intermittents des essuie-glaces, les essuie-glaces à intervalles peuvent être la fonction idéale pour conduire sous une pluie légère ou des embruns.
- Accélérateur à main : Des types verrouillables et non verrouillables sont disponibles pour permettre le contrôle du régime moteur à partir du tableau de bord. Le type verrouillable est particulièrement utile lorsque le moteur du pick-up est utilisé pour entraîner une unité accessoire nécessitant une puissance élevée, telle qu'un treuil ou un compresseur. L'accélérateur peut être réglé à moitié ouvert pendant que le conducteur est à l'extérieur de la cabine en train d'effectuer d'autres tâches. Disponible sur tous les modèles avec les moteurs de 4,9 L et 5,8 L. Non disponible avec régulateur de vitesse ou sur indication d'utilisation du moteur.
- Indicateur d'utilisation du moteur : L'indicateur d'utilisation du moteur Hobbs Hour Meter enregistre les heures de fonctionnement réelles du moteur, que ce soit au ralenti ou sur route. Indispensable pour les entrepreneurs en construction ou les opérateurs des flottes qui basent les intervalles de maintenance sur le temps de fonctionnement plutôt que sur le kilométrage.
- Rétroviseurs à deux faces : Un champ de vision élargi à l'arrière et des deux côtés du pick-up était disponible en commandant ces rétroviseurs à double face. Chacun des cadres des rétroviseurs de type occidental contient deux rétroviseurs de 6 x 6 pouces, un plat qui offre une vue arrière standard avec des objets dans une perspective appropriée et un convexe qui offre une vue panoramique pour éliminer les angles morts. Particulièrement utile pour le remorquage.
- Pare-brise teinté : Avec cette option sur commande spéciale, le verre teinté peut être commandé pour le pare-brise uniquement, au lieu de toutes les vitres du véhicule. Le pare-brise teinté offre l'avantage d'un éblouissement réduit pour le conducteur les jours clairs et ensoleillés, et il coûte moins cher que l'option Tinted Glass complète, en particulier sur les modèles à cabine multiplace ou Super-Cab.
- Lampe de chargement : Illumine la benne pour un chargement et un déchargement nocturnes plus pratiques. Inclus avec la finition Light.
- Barre stabilisatrice avant : Offre une meilleure maniabilité sur les modèles F-250/350 4x2. Exerce une contrainte entre les roues avant pour augmenter la stabilité du véhicule et minimiser le balancement, en particulier sous des charges lourdes ou un terrain accidenté. Uniquement disponible avec les moteurs essence.
- Bouchon d'essence verrouillable : Cette option sur commande spéciale est spécifiquement offerte à l'acheteur qui souhaite commander un pick-up F-Series équipé d'un bouchon de réservoir verrouillable pour aider à protéger le réservoir de carburant du véhicule, mais ne souhaitant pas dépenser d'argent supplémentaire nécessaire pour acheter la finition Security Lock.
- Essieux arrière : Glissement limité de 8 200 livres; Offre à l'acheteur du F-350 châssis-cabine ordinaire 4x2 à double roue arrière des caractéristiques de traction améliorées et un différentiel à glissement limité. Le différentiel à glissement limité transfère automatiquement la majeure partie de la puissance motrice de la roue motrice avec le moins de traction à la roue motrice avec le plus de traction. Aide à empêcher le véhicule de s'enliser dans la boue, le sable, la glace et la neige. Cet essieu peut être commandé avec un rapport de 3,54, 3,73 ou 4,10.
  - Voie large : D'environ sept à neuf pouces plus large que l'essieu standard, cet essieu spécial permet aux acheteurs du F-350 châssis-cabine à doubles roues arrière d'installer des carrosseries spéciales (telles que le populaire break de sauvetage) qui sont beaucoup plus grandes que ce qui serait autrement possible.

## Finition
Cette génération a vu deux ensembles différents de niveaux de finition :
En 1980 et 1981, il y avait :
- Custom : Modèle de base, généralement équipé de serrures/fenêtres manuelles, de sièges et d'un tableau de bord en vinyle de couleur assortie et d'un tapis de sol noir en caoutchouc. Cependant, un pick-up avec finition Custom pouvait toujours partager certaines des mêmes options que les pick-ups à finitions supérieure. Un couvre-volant et le logo Ford au-dessus de la radio étaient facultatifs. À l'extérieur de la cabine, des poignées de porte chromées pour aider le conducteur à se lever et à entrer dans la cabine étaient également optionnelles. Dans les pick-ups sans climatisation, les bouches d'aération n'étaient pas installées dans le tableau de bord, ce qui ne donnait au conducteur que deux choix pour la direction de l'air : "Defrost" et "Heat", avec "Heat", dans un pick-up non climatisé, étant l'équivalent de "Floor" dans un pick-up climatisé. L'absence d'aérations sur le tableau de bord présente un avantage, car elle laisse de la place pour l'installation de jauges de rechange.
- Ranger : Finition intermédiaire qui ajoutait un tapis de sol de couleur assortie, des garnitures chromées sur les panneaux de porte et des garnitures de tableau de bord et de klaxon Rosewood.
- Ranger XLT : Une amélioration par rapport au Ranger qui ajoutait une garniture de siège unique, une garniture de pavillon de couleur assortie, une moquette de couleur assortie, une garniture de hayon en aluminium et moulures complètes du plancher au toit derrière le siège. Sont également inclus des rayures si commandées, du bois synthétique, des sièges en tissu et diverses autres options intérieures.
- Ranger Lariat : Un cran au-dessus du Ranger XLT qui ajoutait un intérieur plus moelleux et des garnitures Rosewood sur les panneaux de porte qui correspondent à la garniture Rosewood du tableau de bord. Les Ranger Lariat comportaient également des emblèmes "Lariat" spéciaux sur la cabine, ainsi qu'un script Ranger Lariat spécial au-dessus de la radio.
- Explorer : C'était une finition optionnelle en édition limitée avec des rayures spécifiques à l'année et uniques à l'Explorer. offerte sous les noms d'Explorer A, B, C ou D. La finition Explorer A était la plus basique, similaire au Custom, tandis que la finition Explorer D était la plus haut de gamme, un peu comme le Ranger Lariat[4].

Pour 1982-1986 :
- Base : Similaire au Custom des années précédentes.
- FS : Une finition spéciale pour l'économie de carburant avec transmission à quatre vitesses avec surmultiplication et moteur six-cylindres de 300 pouces cubes. Non offerte en Californie.
- XL : A remplacé la finition intermédiaire Ranger pour l'année modèle 1982, car le nom Ranger serait utilisé pour le nouveau pick-up compact de Ford.
- XLS : Un nouveau niveau de finition qui comportait une calandre, des pare-chocs, des contours de phares et une garniture de pare-brise noircis. Il comportait également un ensemble graphique à rayures et une garniture de tableau de bord noire et argentée. Les couleurs extérieures disponibles étaient le rouge, l'argent, le noir et le bleu brite très rare.
- XLT Lariat : Moquette au sol, garniture de pavillon de couleur assortie, calandre chromée de série et vitres/portes électriques en option. Les garnitures en similibois ont été progressivement supprimées des panneaux de porte après l'année modèle 1984, car les modèles de 1985-1986 avaient une section en moquette appliquée sur les panneaux de porte. Pour les modèles de 1985, la garniture du hayon a été remplacée par de l'aluminium "plat" sur toute la largeur avec un "réflecteur" rouge vers le bas et des lettres FORD chromées.
- Explorer : C'était une finition optionnelle en édition limitée avec des rayures spécifiques à l'année et uniques à l'Explorer- La ligne de finition Explorer (1968-1986) a été abandonnée pour les modèles de 1987. Les finitions Explorer changeaient chaque année et n'étaient offertes que pour une durée limitée chaque année modèle.
- Eddie Bauer : Lancé en 1985, c'était une finition avec garnitures intérieures sur le thème de l'extérieur et une peinture extérieure bicolore. uniquement proposée sur les Bronco et Bronco II à l'origine, la finition Eddie Bauer finira par faire son chemin vers la gamme F-Series à la fin de 1994 (année modèle 1995).

## Groupe motopropulseur
Le F-Series de septième génération a marqué une transition majeure dans les groupes motopropulseurs utilisés par la gamme des pick-ups. Comme auparavant, le moteur standard était un 6 cylindres en ligne carburé de 300 pouces cubes. En 1982, cela a été complété par un V6 de 3,8 L emprunté aux voitures à plate-forme Fox; il a été abandonné après 1983 en raison de mauvaises ventes[réf. nécessaire]. Le V8 standard est resté le V8 Windsor 302. Pour encore augmenter l'efficacité énergétique, une version réduite à 255 pouces cubes du V8 Windsor 302 était proposée en option; il s'est avéré impopulaire et a été abandonné après 1983. Alors que Ford rationalisait sa gamme de moteurs V8 petit bloc, le moteur 351M a été remplacé par le moteur Windsor 351. Initialement, le plus gros moteur proposé était le V8 400 repris de la génération précédente; il n'était disponible que dans le F-350 et certains modèles de F-250. Comme les moteurs de taille similaire ont été abandonnés par General Motors et Chrysler à la fin des années 1970, le moteur 400 a été abandonné après 1982.
En 1982, le V8 460 fait son retour en remplacement du moteur 400 dans les modèles de 1983. Le moteur 460 réintroduit était maintenant extérieurement équilibré comme ses compagnons, les moteurs Windsor 302 et 351. Coïncidant avec la réintroduction du moteur 460 gros bloc, Ford a présenté une autre offre de moteurs pour les acheteurs à la recherche de moteurs à plus haut rendement. En grande partie en réponse à General Motors, qui proposait des pick-ups à moteur diesel depuis 1977, Ford a produit son premier F-Series diesel nord-américain en 1982, tandis qu'en Argentine, le F-100 a repris le même moteur Perkins 4,203 de 3,3 L disponible depuis la 3e génération du F-Series. Plutôt que de développer son propre moteur (comme l'avait fait GM), le V8 IDI de 6,9 L était le produit d'une coentreprise avec International Harvester. Le moteur 460 a été proposé pour la première fois en 1983 dans les modèles 4x4 et il était en option dans les modèles de 1984. Jusque-là, il n'avait jamais été proposé en modèles 4 roues motrices.
En 1984, le moteur Windsor 302 était disponible en option avec de l'injection électronique de carburant sur les modèles de 1985; un an plus tard, il est devenu standard (une première dans l'industrie pour les pick-ups full-size). Le F-150 équipé de la transmission manuelle à 3 vitesses était l'avant-dernier véhicule américain à avoir une transmission manuelle avec levier de vitesses sur colonne; il a été abandonné après 1986, un an avant les modèles Chevrolet et GMC similaires[réf. nécessaire].
La transmission automatique C6 de Ford à 3 vitesses à usage intensif, commercialisée sous le nom de transmission automatique «Select-Shift», était la transmission automatique standard durant toutes les années et elle pouvait être associée à la plupart des options de moteur si elle était commandée. Diverses boîtes de transfert ont été utilisées, la plupart construites par New Process Gear. Les boîtes NP208F étaient les plus fréquentes. Chacune est dotée d'un engagement à 4 roues motrices à commande manuelle, avec 4 vitesses : 4 basses, 4 hautes, neutres et 2 hautes. Diverses boîtes de transfert Borg-Warner ont également été utilisées.
| Moteurs du Ford F-Series (1980-1986)             | Moteurs du Ford F-Series (1980-1986)               | Moteurs du Ford F-Series (1980-1986)   | Moteurs du Ford F-Series (1980-1986) | Moteurs du Ford F-Series (1980-1986) | Moteurs du Ford F-Series (1980-1986) | Moteurs du Ford F-Series (1980-1986) |
| Moteur                                           | Configuration                                      | Livraison de carburant                 | Production                           | Puissance                            | Couple                               | Notes |
| ------------------------------------------------ | -------------------------------------------------- | -------------------------------------- | ------------------------------------ | ------------------------------------ | ------------------------------------ | --- |
| V6 Essex de Ford                                 | V6 de 3,8 L (232 pouces cubes)                     | 2 barrils                              | 1982–83 (1986 au Mexique)            | 110ch (82 kW)                        | 248 N⋅m                              | De série sur les modèles F-100 non disponible en Californie |
| Six cylindres Truck de Ford (moteur 250)         | Six cylindres en ligne de 4,1 L (250 pouces cubes) | 1 barril (1980–82) 2 barrils (1982–85) | 1980–85                              | 131ch (98 kW)                        | 305 N⋅m                              | Marché australien uniquement |
| V8 Small Block de Ford                           | V8 de 4,2 L (255 pouces cubes)                     | 2 barrils                              | 1980–81                              | 115ch (86 kW)                        | 279 N⋅m                              | |
| Six cylindres Truck de Ford (moteur 300)         | Six cylindres en ligne de 4,9 L (300 pouces cubes) | 1 barril                               | 1980                                 | 117ch (87 kW)                        | 308 N⋅m                              | |
| Six cylindres Truck de Ford (moteur 300)         | Six cylindres en ligne de 4,9 L (300 pouces cubes) | 1 barril                               | 1980                                 | 120ch (89 kW)                        | 310 N⋅m                              | Uniquement disponibles dans les F-250 HD et F-350 |
| Six cylindres Truck de Ford (moteur 300)         | Six cylindres en ligne de 4,9 L (300 pouces cubes) | 1 barril EFI                           | 1981–86                              | 125ch (93 kW)                        | 339 N⋅m                              | |
| V8 Small Block de Ford                           | V8 de 4,9 L (302 pouces cubes)                     | 2 barrils                              | 1980–85                              | 133ch (99 kW)                        | 316 N⋅m                              | |
| V8 Small Block de Ford                           | V8 de 4,9 L (302 pouces cubes)                     | EFI                                    | 1985–86                              | 190ch (142 kW)                       | 386 N⋅m                              | |
| V8 351M de Ford                                  | V8 de 5,8 L (351 pouces cubes)                     | 2 barrils                              | 1980–82                              | 136ch (101 kW)                       | 355 N⋅m                              | |
| V8 Small Block de Ford                           | V8 de 5,8 L (351 pouces cubes)                     | 2 barrils                              | 1980–82                              | 136ch (101 kW)                       | 355 N⋅m                              | |
| V8 Cleveland de Ford                             | V8 de 5,8 L (351 pouces cubes)                     | 2 barrils                              | 1980–85                              |                                      |                                      | Marché australien uniquement |
| V8 Small Block de Ford                           | V8 de 5,8 L (351 pouces cubes)                     | 2 barrils EFI                          | 1983–85                              | 150ch (112 kW)                       | 380 N⋅m                              | |
| V8 Small Block HO de Ford                        | V8 de 5,8 L (351 pouces cubes)                     | 4 barrils EFI                          | 1984–86                              | 210ch (157 kW)                       | 414 N⋅m                              | Uniquement disponible sur commandes spéciale dans les modèles F-150 de 1984-85 (désignation H sur le VIN), ainsi que dans les modèles HD F-250 et F-350 Disponible dans tous les modèles de 1986 |
| V8 400 de Ford                                   | V8 de 6,6 L (400 pouces cubes)                     | 2 barrils                              | 1980–82                              | 153ch (114 kW)                       | 419 N⋅m                              | Uniquement disponibles dans les F-250 HD et F-350 |
| V8 IDI d'International Harvester (moteur diesel) | V8 de 6,9 L (420 pouces cubes)                     | IDI (diesel)                           | 1983–86                              | 150ch (112 kW)                       | 386 N⋅m                              | Uniquement disponibles dans les F-250 HD et F-350 |
| V8 IDI d'International Harvester (moteur diesel) | V8 de 6,9 L (420 pouces cubes)                     | IDI (diesel)                           | 1983–86                              | 170ch (127 kW)                       | 427 N⋅m                              | Uniquement disponibles dans les F-250 HD et F-350 |
| V8 385 de Ford                                   | V8 de 7,5 L (460 pouces cubes)                     | 4 barrils EFI                          | 1983–86                              | 245ch (183 kW)                       | 515 N⋅m                              | Uniquement disponibles dans les F-250 HD et F-350 |

## Essieux, différentiels et suspension
Cette génération fût la première fois que Ford utilisait une suspension indépendante sur ses pick-ups full-size 4x4, ainsi que la première fois que l'un des trois grands (constructeurs automobiles) fabriquait un pick-up full-size 4x4 sans essieu avant solide. Ford et Dana Holding Corporation ont appelé cela le Twin Traction Beam ou TTB et ont utilisé de nombreuses pièces de l'essieu Dana Spicer. Le F-150 utilisait un essieu Dana 44 TTB léger. De 1979 à 1984, l'essieu arrière était généralement un essieu Ford de 9 pouces, l'essieu Ford de 8.8 pouces étant progressivement supprimé jusqu'à ce que l'essieu de 9" soit finalement supprimé avant l'année modèle 1987. Le F-250 utilisait une version à 8 cosses de l'essieu Dana 44 TTB appelée essieu Dana 44 TTBHD, l'essieu Dana 50 TTB étant une option. L'essieu arrière était un Dana 60 jusqu'au milieu de 1985, lorsque Ford a progressivement supprimé cet essieu pour son propre essieu Sterling 10.25. Les essieux Dana 60 pouvaient être à flotteur complet ou semi-flottant et ils étaient livrées avec une gamme de rapports de démultiplication. Les essieux Dana 60 semi-flottants étaient soit de style c-clip, qui utilisent des c-clips pour maintenir les arbres d'essieu, soit des roulements pressés qui retenaient les essieux avec un roulement de roue spécial boulonné au boîtier d'essieu extérieur à l'intérieur du tambour de frein. Ceux-ci étaient généralement utilisés sur les pick-ups légers. Jusque-là, les modèles du début de 1985 étaient construits avec des matériaux restants de 1984, ce qui rendait certaines pièces difficiles à trouver. Le F-350 utilisait à l'avant l'essieu Dana 50 TTB jusqu'à un changement au milieu de l'année 1985, lorsque le F-350 était équipé de l'essieu avant solide Dana 60. Les F-250 pouvaient être commandés avec un essieu Dana 50 TTB s'il s'agissait d'un modèle plus résistant; tous les autres F-250 étaient équipés d'un essieu Dana 44 TTB. Ces pick-ups avaient des ressorts à lames et ils utilisaient un seul amortisseur à gaz sans ressorts hélicoïdaux ni bras à rayon comme sur le F-150. Pour l'essieu arrière, les pick-ups F-350 utilisaient un essieu Dana 60 pour les pick-ups à simple roue arrière et un essieu Dana 70 pour les pick-ups à double roue arrière jusqu'en 1985, date à laquelle Ford a de nouveau introduit son propre essieu Sterling. Les points de levage d'usine utilisaient des blocs de 2" sur la suspension arrière, ou de 2" à l'avant et 4" à l'arrière sur les pick-ups lourds, généralement sur les F250 et les versions supérieures. Les F150 lourds peuvent être commandés avec des blocs de 2".

## F-Series à poids moyen
Article principal: Ford F-650
Pour la première fois depuis 1967, la version à poids moyen du F-Series (F-600 et au-dessus) a été complètement repensée. Adoptant des éléments de conception des Ford L-Series conventionnels plus lourds, les pick-ups à poids moyen ont reçu une calandre trapézoïdale avec des ailes avant abaissées (pour la première fois depuis 1957). Partageant sa cabine avec les pick-ups légers, les pick-ups à poids moyen étaient proposées en cabine standard deux portes et en cabine multiplace quatre portes.
Les pick-ups à poids moyen étaient proposés avec deux moteurs essence, un de 6,1 L (le 370) et un de 7,0 L (le 429); les deux V8 étaient des variantes du moteur de 7,5 L développé pour une utilisation de camion. Plusieurs moteurs diesel ont été proposés en option dans le cadre de sa production. Initialement lancés avec les V8 Caterpillar 3208 et le moteur Diesel de Detroit de 8,2 L, les pick-ups à poids moyen ont reçu à la fin des années 1980 des moteurs 6 cylindres en ligne développés conjointement par Ford et New Holland, recevant finalement les moteurs diesels B-Series et C-Series de Cummins.
À l'exception des révisions du groupe motopropulseur, cette génération du F-Series à poids moyen a été produite presque inchangée pendant 19 ans. En 1984, le lettrage « FORD » a été remplacé par le logo Ovale Bleu de Ford (parmi les derniers véhicules Ford à recevoir ce changement); en 1995, le capot a été redessiné avec une nouvelle calandre et des nouveaux clignotants.
Pour l'année modèle 1999, cette génération a été remplacée par une gamme de pick-ups à poids moyen redessinée, dérivée du pick-up Ford Super Duty.

## Argentine
En 1982, Ford Motor Argentine a lancé la production nationale du F-Series chez General Pacheco, remplaçant les pick-ups importés des États-Unis. Cette génération comprenait les F-100, F-350 et les pick-ups moyens F-600/6000 et F-700/7000.
Des concessionnaires tels qu'Igarreta proposent toujours des configurations personnalisées pour les pick-ups, telles que des cabines allongées et d'autres carrosseries. De plus, les moteurs Deutz 913-Series (4, 5 et 6 cylindres) du marché secondaire étaient proposés de 1983 à 1987 pour tous les modèles, y compris les pick-ups à poids moyen.